# Johnny Ace
John Marshall Alexander, Jr. (Memphis, 9 de junio de 1929-Houston, 25 de diciembre de 1954), más conocido como Johnny Ace, fue un cantante y pianista estadounidense afroamericano de blues, soul y R&B.

## Biografía

### Comienzos
El padre de Alexander fue un predicador en Tennessee. En su juventud sirvió en la Marina durante la guerra de Corea, tras la cual comenzaría su carrera artística.

### Carrera
Debutó como pianista en la Adolph Duncan's Band. A continuación se unió a la banda de góspel The Beale Streeters, que fue creada en Memphis junto a B.B. King, Bobby Bland y Earl Forest. Más tarde firmó con la compañía discográfica local Duke, propiedad de DJ Mattis. El mismo año en que entró a la compañía, 1952, llenó las listas con la balada "My Song". A partir de este momento su estilo blues y góspel, fue siendo cada vez más urbano, llegando casi al R&B y al soul.  "Cross My Heart", "The Clock", "Saving My Love for You", "Please Forgive Me" y "Never Let Me Go" fueron algunos de sus otros hits.

### Muerte
La noche del día de Navidad de 1954, Ace daba un show en el Auditorio de la ciudad de Houston, y entre acto y acto se divertía en el camerino con un arma que sus músicos dicen que llevaba a todos lados y con la que incluso disparaba a los carteles en la ruta cuando viajaban en autobús con la banda. En un momento dado, según sus músicos, apuntó a su novia y a una amiga, y después apuntó a su propia cara y se jactó de saber en qué tambor se hallaba la bala que tenía el arma y disparó. La bala salió, matándolo en el acto. La noticia conmocionó al público. Su mayor éxito, a título póstumo, fue la canción Pledging My Love, en la que participaba la orquesta de Johnny Otis, llegando a lo más alto de las listas en 1955. La discográfica Duke contrató al hermano de Johny Ace, St. Clair Alexander, poniéndole el sobrenombre de Buddy Ace. Este nombre se le dio más tarde el director de Duke al cantante Jimmy Lee Land, grabando con él durante toda la década de 1960.